# Джош Інман
Джош Інман  (англ. Josh Inman, 13 березня 1980) - американський веслувальник, олімпійський медаліст.

## Виступи на Олімпіадах
| Олімпіада  | Дисципліна                     | Місце |
| ---------- | ------------------------------ | ----- |
| Пекін 2008 | вісімка розстібна зі стерновим | 3     |